# Daniela Pasik
Daniela Pasik (Buenos Aires, 1974) es una periodista y escritora argentina.

## Trayectoria
Se recibió en TEA, Pasik comenzó a trabajar en periodismo gráfico a mediados de la década de 1990. Fue editora de la revista Haciendo Cine y de Diario Z, redactora en medios como Diario Perfil, Luz y El Guardián. Sus artículos se han publicado en las secciones de cultura de los diarios Clarín e Infobae, en Revista Ñ, Radar de Página/12 y el Suplemento Sí; en revistas como La Maga, Elle, Rumbos, Cielos Argentinos y Brando, entre muchas otras. Se desempeña como docente en ETER y coordina el taller de narrativa Las Herramientas.
Es autora de varios libros. Las crónicas de investigación Porno Nuestro: Crónicas de sexo y cine (con Alejandra Cukar, Marea, 2014) y Hacerse: El viaje de una mujer en busca de la cirugía perfecta (Grijalbo, 2010); las ficciones Historia de una chica que se enamoró de un pez (micronovela, Funesiana, 2009) e Inicio (nouvelle, Editorial Universitaria Villa María, 2011); los poemarios Átomos (Ediciones Tiramisú, 2010) y alucinada (Modesto Rimba, 2017). Sus cuentos aparecen en distintas publicaciones especializadas, como La Balandra, y en antologías como Cuarenta grados a la sombra. Diez relatos calientes escritos por chicas (Emecé, 2013). Su obra se tradujo a varios idiomas.

## Vida personal
Es prima de los actores Salo Pasik y Mario Pasik.

## Obra

### Novelas
- Historia de una chica que se enamoró de un pez. Funesiana. 2009. ISBN 9788441406810
- Inicio. Editorial Universitaria Villa María. 2011. ISBN 9789871868001

### Crónicas
- Hacerse. El viaje de una mujer en busca de la cirugía perfecta. Grijalbo. 2010. ISBN 9789502804958
- Porno Nuestro. Crónicas de sexo y cine (en colaboración con Alejandra Cukar). Marea. 2014. ISBN 9789873783012

### Biografía
- El corazón del asunto: Biografía de Irene Gruss. Ediciones Gog & Magog. 2024. ISBN: 978-631-90210-5-9

### Poesía
- Átomos. Ediciones Tiramisú. 2010.
- alucinada. Modesto Rimba. 2017. ISBN 9789874062468

### Cuentos
- Cuarenta grados a la sombra. Diez relatos calientes escritos por chicas. Antología de Julieta Bliffeld. Emecé, 2013. ISBN 9789500434973
- Taco aguja. Antología. Pelos de Punta, 2015. ISBN 978-987-33-9682-3